# Barbara Schöneberger
Barbara Schöneberger (née le 5 mars 1974 à Munich) est une animatrice de télévision, actrice et chanteuse allemande.

## Biographie
Barbara Schöneberger est la fille du clarinettiste Hans Schöneberger et de son épouse Annemarie. Elle grandit à Gröbenzell. Elle fait sa première apparition en 1989 dans un roman-photo de Mädchen. Après son abitur au Pestalozzi-Gymnasium en 1993, elle fait un stage dans le magazine Mode Spezial. En 1994, elle entame des études de sociologie, de sciences de l'information et de la communication et d'histoire de l'art à Augsbourg. Pendant ses études, elle travaille pour l'agence Trendhouse EventMarketing à Munich ; elle fait ainsi une apparition dans la série Café Meineid. Elle termine ses études en 1999.

## Carrière
Télévision
Barbara Schöneberger commence sa carrière à la télévision en 1998 comme assistante d'Elmar Hörig dans l'émission Bube, Dame, Hörig sur Sat.1. Après une apparition dans Die Harald Schmidt Show, elle voudrait être animatrice. Elle est invitée à un casting pour Tie Break. En 1999, elle devient l'animatrice de cette émission sur le tennis sur DSF ; elle est aussi co-animatrice avec Matthias Opdenhövel de l'émission matinale Weck Up sur Sat.1, jusqu'en 2003. Début 2001, elle présente avec Kena Amoa une émission de téléréalité Girlscamp.
Schöneberger connaît le succès avec Blondes Gift. Le talk-show paraît le 23 avril 2001 sur Suntv puis en 2002 sur WDR Fernsehen. En 2004, Blondes Gift passe sur ProSieben jusqu'en 2005. Entre-temps, elle obtient une émission pour un public jeune le samedi soir sur ZDF. Die Schöneberger-Show s'arrête après 17 émissions, faute d'audience. Elle est souvent invitée dans le talk-show Blond am Freitag et le jeu Genial daneben – Die Comedy Arena.
En 2005, on voit Schöneberger dans Big City Fever, une chronique avant la série Sex and the City sponsorisée par Coca-Cola. Elle est une invitée régulière de l'émission de divertissement Frei Schnauze ou Typisch Frau – Typisch Mann.
En février 2006, Barbara Schöneberger chante dans le cadre du show Stars go Swing avec The Capital Dance Orchestra. En septembre 2007, elle fait sa première tournée en tant que chanteuse avec le Berlin Pops Orchestra. Le 2 novembre 2007, elle sort son premier album Jetzt singt sie auch noch! et son premier single, Männer muss man loben. En février 2008, Zu hässlich für München est le deuxième single.
Barbara Schöneberger fait des apparitions au cinéma et dans des téléfilms, anime des galas, tient des chroniques dans Maxim, Jolie, Woman et Hörzu. Depuis octobre 2015, elle écrit dans Barbara et travaille pour le groupe Gruner + Jahr.
Depuis le 18 janvier 2008, elle est l'animatrice avec Hubertus Meyer-Burckhardt du NDR Talk Show.
Le 25 septembre 2009 sort son deuxième album, Nochmal, nur anders, mélange de sons swing et disco.
Depuis le 9 septembre 2013, elle anime Die 2 – Gottschalk & Jauch gegen alle, où elle met en concurrence Günther Jauch et Thomas Gottschalk, contre des candidats, des membres du public ou des téléspectateurs. Elle sort peu après son troisième album Bekannt aus Funk und Fernsehen qu'elle présente sur scène pendant l'année 2014.
Barbara Schöneberger est la porte-parole de l'Allemagne aux Concours Eurovision de la chanson 2015, 2016, 2017, 2018, 2019 et 2021

## Discographie
Albums
- 2007 : Jetzt singt sie auch noch!
- 2009 : Nochmal, nur anders
- 2013 : Bekannt aus Funk und Fernsehen

Singles
- 2007 : Männer muss man loben
- 2008 : Zu hässlich für München
- 2009 : Jingle Bells
- 2014 : Herr Kaiser

## Filmographie
- 1999 : Carmare
- 2001 : Das Amt (série télévisée)
- 2001 : Balko (série télévisée)
- 2002 : Crazy Race (téléfilm)
- 2005 : Urmel aus dem Eis (téléfilm)
- 2006 : Der Räuber Hotzenplotz
- 2007 : Herr Bello
- 2010 : Cheeky Girls 2
- 2011 : Lindburgs Fall (téléfilm)
- 2011 : Männerherzen … und die ganz ganz große Liebe
- 2012 : Hanni & Nanni 2
- 2013 : Hanni & Nanni 3

## Source de la traduction
- (de) Cet article est partiellement ou en totalité issu de l’article de Wikipédia en allemand intitulé « Barbara Schöneberger » (voir la liste des auteurs).